# 포피 예니마타

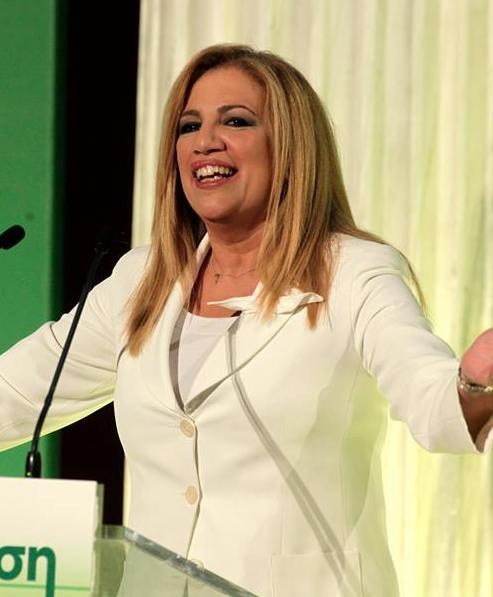
포피 예니마타

포티니 "포피" 예니마타(그리스어: Φωτεινή "Φώφη" Γεννηματά, 1964년 11월 17일 ~ 2021년 10월 25일)는 그리스의 정치인으로, 2015년부터 범그리스 사회주의 운동(PASOK)의 대표를, 2017년부터는 변화를 위한 운동(PASOK을 포함한 중도좌파 정당연합)의 대표를 지내고 있다. 그는 요르요스 파판드레우 내각에서 보건복지부 차관 및 교육평생학습종교부 대안장관을 지냈다.